# 嘿，布探員
《嘿，布探員》（英文：Lucky Fred）是一部西班牙電視系列動畫，由Myriam Ballesters所製作，並和 Imira Entertainment、Televisió de Catalunya、義大利廣播電視公司、Top Draw Animation聯合製作。於2011年11月1日在迪士尼頻道（西班牙）和 尼可國際兒童頻道（拉丁美洲）播出，2012年2月18日在菲律賓尼可國際兒童頻道播出，臺灣於2017年6月6日在龍華動畫台撥出第一季，並於2017年7月11日完結。

## 角色

### 主要角色
- 阿德（Fred）

配音：Kevin Dilau（美國）；江志倫（台灣）
- 小布／布探員（Braianna Robeaux / Agent Brains）

配音：Minerva Botersog（美國）；穆宣名（台灣）
- 星期五（Friday）

配音：Peter McSaw（美國）；魏德（台灣）
- 指揮官／超帥指揮官（Commander / Super Commander）

配音：迪·布拉雷·貝克爾（美國）；賴震澤（台灣）